# خط اکسپو (اسکای‌ترین)
خط اکسپو (انگلیسی: Expo Line) قدیمی‌ترین خط سیستم حمل و نقل سریع اسکای‌ترین (ونکوور) در منطقه مترو ونکوور بریتیش کلمبیا، کانادا است. این خط تحت مالکیت و اداره BC Rapid Transit Company، یکی از شرکت‌های تابعه TransLink است و شهرهای ونکوور، برنابی، نیو وست مینستر و سوری، بریتیش کلمبیا را به هم متصل می‌کند.